# Boissy-le-Bois
Boissy-le-Bois è un comune francese di 194 abitanti situato nel dipartimento dell'Oise della regione dell'Alta Francia.

## Società

### Evoluzione demografica
Abitanti censiti